# Äthiopische Streifenmaus
Die Äthiopische Streifenmaus (Muriculus imberbis) ist eine Nagetierart aus der Gruppe der Altweltmäuse (Murinae). Sie ist eng mit den Echten Mäusen (Mus) verwandt und wird manchmal in dieselbe Gattung eingeordnet.
Äthiopische Streifenmäuse erreichen eine Kopf-Rumpf-Länge von 7 bis 9,5 Zentimetern, hinzu kommt ein 4,5 bis 6 Zentimeter langer Schwanz. Die Haare am Rücken sind an der Wurzel dunkelgrau und an der Spitze gelbbraun gefärbt, entlang des Rückens erstreckt sich ein auffälliger Aalstrich. Die Unterseite ist gelblich oder hellbraun.
Diese Mäuse kommen nur in Äthiopien vor, wo sie im Äthiopischen Hochland zwischen 1900 und 3400 Metern Seehöhe leben. Ihr Lebensraum sind grasbewachsene Gebiete. Über ihre Lebensweise ist wenig bekannt, vermutlich sind sie nachtaktiv und ernähren sich von Samen.
Von dieser Art wurden insgesamt nur 13 Tiere gefangen, sie gilt als selten. Laut IUCN ist sie allerdings nicht gefährdet.